# Svetovnica
Svetóvnica točkastega telesa je v fiziki množica dogodkov pri njegovem gibanju skozi štirirazsežni prostor-čas. Zamisel »svetovnice« je posplošitev pojma »tira« ali poti in se od njiju razlikuje za časovno razsežnost. Svetovnica po navadi vsebuje večje področje prostora-časa, znotraj katerega se zaznavne ravne poti preračunavajo in kažejo svoje (relativno) bolj absolutne lege. Zamisel svetovnice izhaja iz fizike, zamislil pa si jo je Albert Einstein. Danes izraz pogosteje uporabljajo za teorije relativnosti, kot sta splošna in posebna teorija relativnosti. Dogodke v prostoru-času opišejo svetovni četverci.
Svetovnice so splošen način opisovanja toka dogodkov. Njihova uporaba ni vezana na nobeno določeno teorijo. V splošni rabi je svetovnica zaporedna pot osebnih dogodkov s časom in prostorom kot razsežnosti, ki označuje zgodovino osebnosti, in se začne v času rojstva in kraja rojstva do njegove smrti. Dnevnik ladje je opis svetovnice ladje vse dokler vsebuje podatek o času za vsak položaj ladje. S svetovnico je z dano dolžinsko mero (metriko) moč izračunati hitrost ladje, ki odgovarja ukrivljeni površini Zemlje.
Svetovnice delcev s konstantno hitrostjo se imenujejo geodetke. V posebni teoriji relativnosti so geodetke premice v prostoru Minkowskega.